# ドン・カルロス1世 (防護巡洋艦)
| 竣工時のドン・カルロス1世 | |
| 艦歴                      | |
| 発注                      | ビッカーズ アームストング造船所 |
| 起工                      | |
| 進水                      | 1896年 |
| 就役                      | 1899年6月2日 |
| 退役                      | 1925年 |
| その後                    | 1925年解体 |
| 除籍                      | 1923年 |
| 前級                      | Sao Gabriel |
| 次級                      | Rainha Dona Amelia |
| 性能諸元                  | |
| 排水量                    | 常備：4,186トン 満載：4,253トン |
| 全長                      | 117.0m 114.0m（水線長） |
| 全幅                      | 14.4m |
| 吃水                      | 5.33m |
| 機関                      | ヤーロー式石炭専焼水管缶12基 ＋三段膨張型レシプロ機関2基2軸推進 |
| 最大出力                  | 12,500hp |
| 最大速力                  | 22.0ノット |
| 航続距離                  | 15ノット/5,000海里 |
| 燃料                      | 石炭：1,000トン（満載） |
| 乗員                      | 432名 |
| 兵装                      | アームストロング 1895年型 15.2cm（45口径）単装砲4基 アームストロング1886年型 12cm（40口径）単装砲8基 オチキス 47mm単装機砲18基 オチキス 37mm単装機砲2基 6.5mm単装機銃3基 35.6cm水中魚雷発射管単装5基 |
| 装甲                      | 甲板：37mm（平坦部）、109mm（傾斜部） 司令塔：102mm（最厚部） |

ドン・カルロス1世（Cruzador português Dom Carlos I、ドン・カルロス・プリメイロ）は、ポルトガル海軍が建造した防護巡洋艦。同型艦はない。艦名はポルトガル国王カルロス1世に因む。

## 概要
本艦はカルロス1世による海軍拡張計画の一環として防護巡洋艦を多く建造していたイギリスに発注された艦である。設計と建造はビッカーズ社、アームストロング造船所で建造された。1910年のポルトガル革命により本艦の艦名は革命に尽力したレイス将軍に因んで「アルミランテ・レイス（Almirante Reis）」と1912年に改名された。

## 艦形

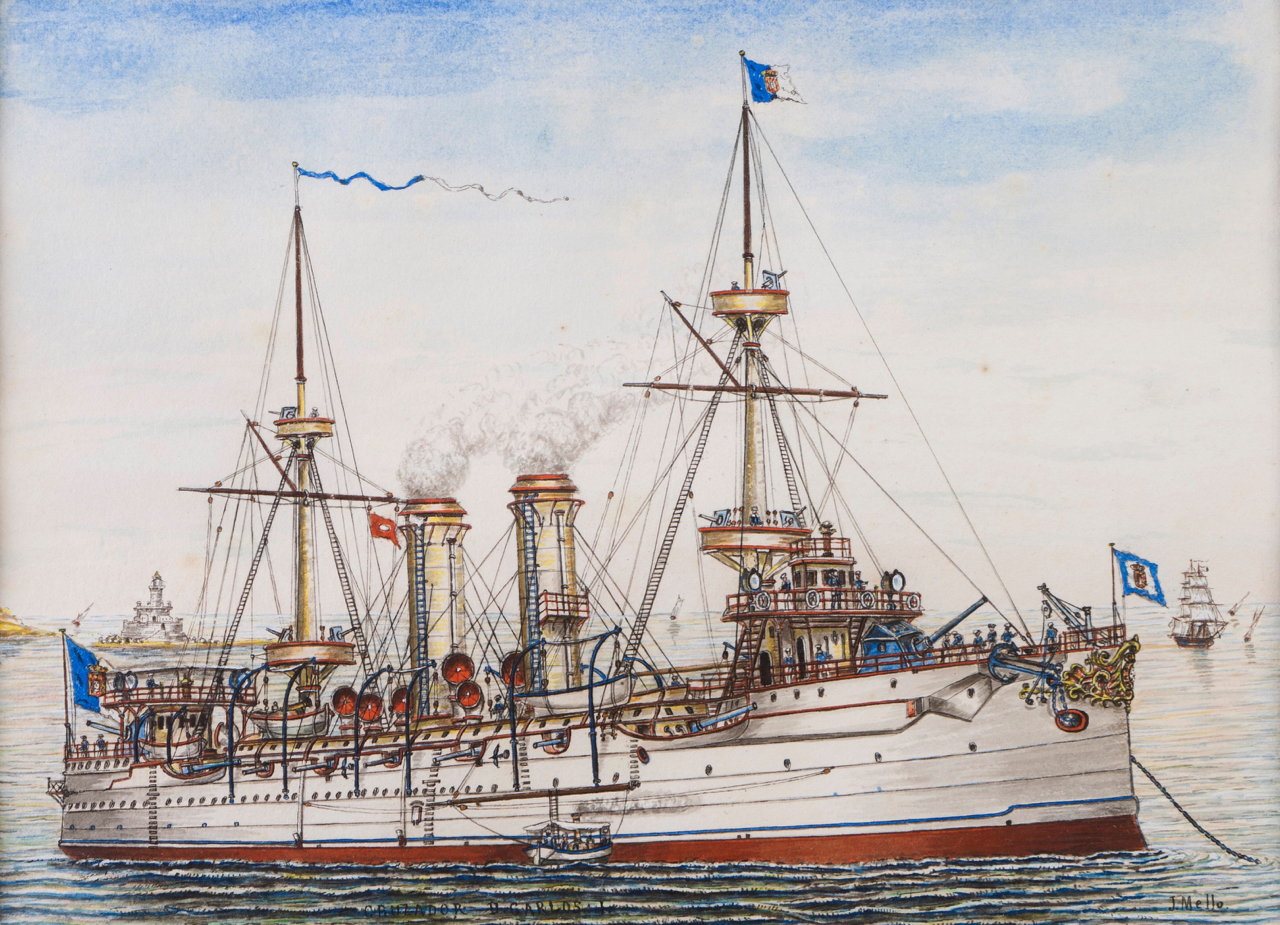
竣工時の本艦を描いた絵画。

本艦は当時の主流である衝角を持つ艦首から前部甲板上に前向きに防盾を持つ15.2cm速射砲を防盾の付いた単装砲架で1基を配置、その背後に司令塔を下部に組み込んだ艦橋が立ち、船橋を両側に持つ箱型であった。艦橋の後部には二段の見張り所を持つ簡素な前部マストが立つ。単脚檣の下部の見張り所は上部よりも床面積が大きく、ここには水雷艇迎撃用の4.7cm単装機砲を配置している。マストの側面の舷側部には2番・3番15cm速射砲が片舷1基ずつ配置された事により艦首方向に主砲火力の3/4が指向できた。
単脚檣の背後に等間隔に2本煙突が立ち、煙突の周囲には艦内への吸気用として煙管型の通風筒が立てられている。煙突の周囲は艦載艇置き場となっており、舷側甲板には副砲として12cm速射砲が防盾の付いた単装砲架で片舷4基ずつ計8基が配置された。その後ろは前部マストと同じ様式の後部マスト、後ろ向きに15.2cm速射砲1基を配置した。この武装配置により前方向に15.2cm砲3門、左右方向に15.2cm砲3門、12cm砲4門、後方向に15.2cm砲1門、12cm砲2門を向けることが出来た。
防御装甲は主甲板に最厚で109mmの装甲が貼られ、舷側の防御は防護巡洋艦の常として石炭庫で弾片防御として補う設計だった。

## 艦歴
本艦は1899年にポルトガル海軍に編入された。1910年10月5日革命で本艦も水兵達により抑留され、王権が倒れると「アルミランテ・レイス」と改名された。1912年7月8日に本艦は干潮時に座礁し、満潮時に砲艦「リンポポ（Limpopo）」により曳航され救難された。1914年9月に本艦はアフリカ沖で連合国の輸送船団の護衛任務に従事した。
1915年には老朽化し、酷使されたボイラーが整備が必要となったため、1916年に装甲艦「ヴァスコ・ダ・ガマ」と任務を交代した。財政難で海軍予算が不安定なポルトガル海軍は本艦の維持に充分な予算が割り当てられなかった。
1923年に本艦は老朽化のためにオランダに曳航され、現地で1925年に解体された。

## 参考図書
- Conway All The World's Fightingships 1860-1905（Conway）
- Conway All The World's Fighting Ships 1906-1921（Conway）